# Milhaud
Milhaud – miejscowość i gmina we Francji, w regionie Oksytania, w departamencie Gard.
Według danych na rok 1990 gminę zamieszkiwało 4855 osób, a gęstość zaludnienia wynosiła 266 osób/km² (wśród 1545 gmin Langwedocji-Roussillon Milhaud plasuje się na 66. miejscu pod względem liczby ludności, natomiast pod względem powierzchni na miejscu 430.).